# Elettrotreno FT ELT 200
L'elettrotreno ELT 200 della Ferrotramviaria è un elettrotreno a quattro  elementi per il servizio locale, appartenente alla famiglia Coradia Meridian.

## Storia
Nel 2001 la società Ferrotramviaria, esercente la linea Bari-Barletta, ordinò alla Alstom quattro elettrotreni a tre casse, con un'opzione per altri due.
Le prime sei unità, costruite nello stabilimento di Colleferro, vennero consegnate nel 2004-2005. Altre sei unità vennero consegnate nel 2008.
Nel 2010 vennero consegnate delle rimorchiate intermedie per allungare la composizione da tre a quattro elementi.
Una unità è rimasta coinvolta nell'incidente ferroviario tra Andria e Corato il 12 luglio 2016.